# Catharsius platypus
Catharsius platypus là một loài bọ cánh cứng trong họ Bọ hung (Scarabaeidae).